# Expédition de los Cayos
Batailles
m
- Los Frailes
- Pampatar
- Carúpano
- Maracay
- Aguacates

L’expédition de Los Cayos de San Luis, ou simplement expédition de Los Cayos, est le nom donné aux deux invasions organisées par le Libertador Simón Bolívar depuis Haïti à la fin de l'année 1815 et se déroulant durant l'année 1816 dans le but de libérer le Venezuela des forces espagnoles. 

## Contexte
Depuis la Jamaïque, Simón Bolívar débarque le 24 décembre 1815 à Los Cayos de San Luis, en Haïti, ancienne colonie française indépendante depuis une dizaine d'années. Il rejoint ensuite Port-au-Prince où il a un entretien le 2 janvier 1816 avec le président Alexandre Pétion, qui s'engage à fournir les ressources nécessaires pour mener à bien ses entreprises. Plus tard, après avoir reçu le pouvoir suprême par une réunion des principaux hauts dirigeants vénézuéliens et néogrenadins exilés avec lui, Bolívar commence à peaufiner les détails d'une expédition militaire contre la côte du Venezuela, avec l'aide du gouverneur militaire haïtien de Los Cayos, le général Ignacio Marión.

## Première expédition
La flotte commandée par Luis Brion quitte le port de Los Cayos de San Luis, dans la partie sud-ouest d'Haïti, et, après une halte de trois jours sur l'île Beata,à la frontière entre Haïti et Saint-Domingue, poursuit son voyage dans les premiers jours d'avril 1816 le long la côte sud de l'actuelle République dominicaine. Le 19 avril 1816, elle arrive à l'île de Vieques, au large des côtes de Porto Rico, ce qui est célébré par des salves d'artillerie. Le 25 avril, la flotte arrive en vue de la petite île néerlandaise de Saba, d'où elle se dirige vers l'île de Margarita, livrant en chemin, le 2 mai, à la hauteur de l'archipel de Los Frailes, la bataille de Los Frailes dont l'escadron de Luis Brión sort victorieux et capture le brigantin espagnol El Intrépido et la goélette Rita.
Le 3 mai 1816, l'expédition touche le sol vénézuélien sur l'île de Margarita, où le 7 du même mois une réunion est dirigée par le général Juan Bautista Arismendi confirmant les pouvoirs spéciaux conférés à Bolivar à Los Cayos. À la suite de cette approbation, les forces expéditionnaires rejoignent Carúpano, où elles débarquent et proclament l'abolition de l'esclavage. La flotte repart et suit la côte jusqu'à Ocumare de la Costa, où les forces débarquent et vont jusqu'à Maracay mais, harcelées par Francisco Tomás Morales (es), doivent se retirer en laissant une partie du matériel sur la plage et la moitié des soldats qui, sous les ordres de Gregor MacGregor, entreprennent une retraite par la terre à travers les vallées du río Aragua jusqu'à l'est, mouvement connu sous le nom de Retirada de los Seiscientos (es) (en français : retraite des six cents).

## Deuxième expédition: Expédition de Jacmel

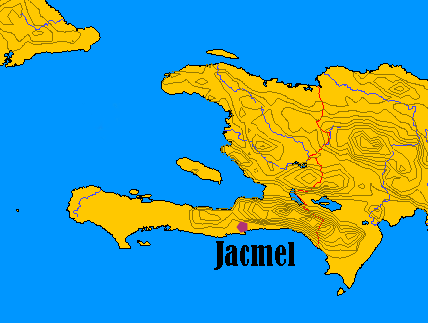
Localisation de Jacmel.

Après son retour en Haïti, Bolívar, retiré à Port-au-Prince, s'emploie à préparer une nouvelle expédition que le président Petion a proposé d'aider. Heureusement Brión, n'ayant pu effectuer une commission diplomatique ordonné par le Libérateur de Mexique et États-Unis, rejoint ses navires, composant ceux-ci et ceux de Agustin Gustave Villaret une flottille respectable. Pour ça l'aide purement occasionnelle a été rejointe par une autre en raison de son zèle, et a été l'incorporation de plusieurs officiers italiens appartenant à l'armée de Napoléon Bonaparte, et qui était arrivé en Haïti avec le général espagnol Francisco Javier Mina. C'est qu'ils ont tous déclaré au général leur résolution de faire demi-tour, et ils étaient sur le point de le vérifier lorsque Bolívar en personne leur a parlé, les déterminant à continuer vers le continent. Fait cette précieuse acquisition et impatient de rejoindre les siens, a appareillé du port de Jacmel le 21 décembre et est arrivé à Juan Griego le 28. Le même jour, il publia une proclamation énonçant les raisons de sa séparation et le besoin qu'il y avait de réunir un congrès à Margarita, afin d'établir une forme de gouvernement, appropriée aux circonstances, conformément au vote des peuples libérés et capable de redresser les affaires mieux que celui qu'ils avaient alors. Le 31 du même mois, il est arrivé à Barcelona, où il établit son quartier général et planifie la campagne de Caracas avec la concentration des forces opérant en Apure, en Guyane et dans l'Est, mais après une série de déconvenues, le plan est abandonné et l'armée patriote déménage en Guyane, prenant le commandement des opérations contre les royalistes dans la région.

## Conséquences
Malgré les revers subis par l'expédition et le Libertador lui-même à Ocumare, l'importance historique de l'expédition de los Cayos est qu'elle a permis à Santiago Mariño, Manuel Piar et plus tard José Francisco Bermúdez (en) de procéder à la libération de l'est du Venezuela et à Gregor MacGregor, Carlos Soublette et d'autres chefs patriotes de s'implanter définitivement sur le continent pour ouvrir la voie à la victoire finale de la République sur les Espagnols.